# Crypturodesmus scapulatus
Crypturodesmus scapulatus är en mångfotingart som först beskrevs av Carl Graf Attems 1899.  Crypturodesmus scapulatus ingår i släktet Crypturodesmus och familjen kuldubbelfotingar. Inga underarter finns listade i Catalogue of Life.